# معركة الجوف (2015-الآن)
معركة الجوف 2015 هي معارك أندلعت في فترات متقعطة في 2015 في محافظة الجوف شمال شرقي صنعاء، بين قوات الجيش اليمني والمقاومة الشعبية من طرف والحوثيين والقوات الموالية لعلي عبد الله صالح من طرف آخر،  حيث سيطر الحوثيين على مركز محافظة الجوف في يونيو 2015، وبحلول منتصف أكتوبر دخلت القوات الحكومية المحافظة من الشرق قادمة من محافظة مأرب وفرضت حصاراً على مركز المحافظة، وأستطاعت القوات الحكومية السيطرة على مركز المحافظة في 18 ديسمبر 2015 ومواقع عسكرية منها معسكر اللبنات التابع للواء 115 مدرع الذي كان خاضع لسيطرة الحوثيين والقوات الموالية لصالح في المحافظة. وذلك بالتزامن مع تقدم الجيش في «مفرق الجوف» الواقع بين محافظتي مأرب والجوف.

## خلفية تاريخية
أندلعت المعارك في محافظة الجوف منذ عام 2011 على فترات متقطعة بين الحوثيين ومسلحون قبليون مرتبطين بالتجمع اليمني للإصلاح، وسيطر الحوثيين على مناطق من المحافظة قبل بدء الحرب الأهلية وانتقالها إلى مختلف محافظات اليمن، وبقيت معارك الكر والفر بين الحين والآخر .
وخاضت جماعة الحوثي معارك عنيفة مع اللجان الشعبية في سبتمبر 2014، ومن حينها تدور مواجهات متقطعة بين اللجان والحوثيين.

## مرحلة أولى
في 14 يونيو سيطرت جماعة الحوثي (الأحد) على مدينة الحزم عاصمة محافظة الجوف بعد مواجهات مع اللجان الشعبية الموالية للرئيس اليمني عبد ربه منصور هادي، وذلك بعد أيام من المواجهات أوقعت عشرات القتلى والجرحى من الجانبين. كما سيطر الحوثيون على مقر اللواء 115 مدرع ويقع في الجهة الشمالية الغربية من المدينة.

## مرحلة ثانية
في أكتوبر دخلت قوات حكومية محافظة الجوف قادمة من محافظة مأرب، وأندلعت صباح الخميس 15 أكتوبر اشتباكات عنيفة في محافظة الجوف شمالي اليمن بين الطرفين المتحاربين، وقال قائد عسكري موال للرئيس عبد ربه منصور هادي لبي بي سي «إن معارك تحرير محافظة الجوف من الحوثيين بدأت ولن تتوقف حتى تحقق أهدافها.»، حيث تشارك ثلاثة ألوية عسكرية يمنية، تلقت تدريبات في السعودية، تشارك مع مقاتلي المقاومة الشعبية في العمليات القتالية التي بدأت باستهداف مواقع الحوثيين في منطقة براقش الواقعة على المثلث الفاصل بين محافظات الجوف ومأرب وصنعاء.
في 19 أكتوبر تقدمت قوات برية من الجيش السعودي صوب «معسكر الخنجر» في مديرية خب والشعف بالقرب من الحدود اليمنية السعودية، وتقدمت قوات سعودية أخرى إلى محيط معسكر اللبنات، كبرى المعسكرات التدريبة شمالي مدينة الحزم مركز محافظة الجوف، الذي يسيطر عليه الحوثيون والقوات الموالية لصالح، شرقي مدينة الحزم عاصمة محافظة الجوف ما أوقع عشرات القتلى من الجانبين.
وخلال اليومين التاليين تقدم «لواء النصر» الذي تم تشكيله في الآونة الأخيرة، نحو «معسكر الخنجر» بالقرب من الحدود اليمنية السعودية في محافظة الجوف، خلال الفترة بين 20 - 22 أكتوبر،  لمساندة قبائل المرازيق، التي شنت هجوماً على الحوثيين في منطقة «وسط» بمديرية خب والشعف، حيث تقدمت قوة عسكرية مكونة من مئات المقاتلين، ودبابات، وعربات هجومية مدرعة، وآليات، وعدد من كاسحات الألغام، وراجمات صواريخ متوسطة الحجم، وفرضت القوات حصاراً على مدينة الحزم مركز المحافظة.

## مرحلة ثالثة
أستعادة القوات الحكومية السيطرة على مدينة الحزم مركز محافظة الجوف في 18 ديسمبر 2015 ومواقع عسكرية منها معسكر اللبنات التابع للواء 115 مدرع الذي كان خاضع لسيطرة الحوثيين والقوات الموالية لصالح في المحافظة. وذلك بالتزامن مع تقدم الجيش في محافظة مأرب وسيطرته على «معسكر ماس» و «وادي الخانق» ومنطقة «مفرق الجوف» الفاصل بين المحافظتين.
وتقدمت قوات الجيش في مديرية «الغيل» جنوب مدينة «الحزم»، وتواصلت الاشتباكات في المواقع التي ما يزال الحوثيون يسيطرون عليها باتجاه منطقة «مفرق الجوف».